# Xenopelopia falcigera
Xenopelopia falcigera är en tvåvingeart som först beskrevs av Jean-Jacques Kieffer 1911.  Xenopelopia falcigera ingår i släktet Xenopelopia, och familjen fjädermyggor. Arten är reproducerande i Sverige.